# Walk (canção de Foo Fighters)
Walk é a décima primeira e última faixa, e também o segundo single da banda americana de rock Foo Fighters retirado de seu sétimo álbum de estúdio, Wasting Light. Foi escrita por Dave Grohl e co-produzida por Butch Vig. A canção pode ser ouvida no fundo da cena do bar e nos créditos finais do filme Thor. Foi lançada apenas para download no dia 6 de junho de 2011.
A canção alcançou o número um na Billboard Rock Songs em julho de 2011, ultrapassando o single anterior do álbum, "Rope", dando à banda seu terceiro número um nos gráficos.

## Informações
De acordo com Dave Grohl, ele veio com o versículo sobre "ter um julgamento" após o tempo que ele estava ajudando sua primeira filha  Violet Maye a  "aprender a andar" e, finalmente, ela foi capaz de caminhar sozinha. A música era para estar no álbum de estúdio anterior Echoes, Silence, Patience & Grace, mas Dave decidiu colocar a música como última faixa do Wasting Light.

## Clipe
Foi lançado em 2 de junho e dirigido por Sam Jones, influenciado pelo filme Falling Down (“Um Dia de Fúria”), de 1993. O clipe consta em Dave preso num congestionamento de trânsito na cidade e ele acaba ficando com raiva largando o carro na rua e começando a caminhar pela cidade, por onde passa em vários locais onde também aparecem os demais membros da banda, que interpretam diferentes personagens. O vídeo termina com o grupo tocando em um galpão e com Dave sendo pego pela polícia.
Em 2011 ganhou o prêmio de Melhor vídeo de rock na "2011 MTV Video Music Awards".

## Posições
| Parada (2011)                                            | Melhor Posição |
| -------------------------------------------------------- | -------------- |
| Australian Singles Chart                                 | 57             |
| Austrian Singles Chart                                   | 49             |
| Belgian Singles Chart (FL) (Ultratop)                    | 25             |
| Belgium (FL) (Ultratip)                                  | 3              |
| Belgium (WA) (Ultratip)                                  | 34             |
| Canadian Hot 100                                         | 49             |
| Canadian rock/alternative chart (America's Music Charts) | 2              |
| Canadian Alternative Rock (America's Music Charts)       | 2              |
| Dutch Top 100 Singles Chart                              | 58             |
| Dutch Top 40                                             | 31             |
| German Airplay Chart                                     | 9              |
| New Zealand Singles Chart                                | 38             |
| Switzerland Top 75 Singles Chart                         | 74             |
| UK Rock Chart (The Official Charts Company)              | 1              |
| UK Singles Chart (The Official Charts Company)           | 57             |
| US Billboard Hot 100                                     | 85             |
| US Alternative Songs (Billboard)                         | 1              |
| US Rock Songs (Billboard)                                | 1              |
| US Mainstream Rock Songs (Billboard)                     | 1              |